# Mario Alonso
Mario Alonso Castro (Madrid, 14 de septiembre de 1978) es un jugador de fútbol americano español, en el equipo de LG OLED Black Demons de Las Rozas de Madrid perteneciente a la Liga Nacional de Fútbol Americano (LNFA). Juega en la posición de defensive line e inside linebacker con el dorsal número 44. Anteriormente formó parte de Madrid Monarchs, Osos de Madrid y de Las Rozas Black Demons.

## Biografía
Ha sido internacional con la selección junior en los campeonatos europeos de Berlín (1994) y Frankfurt (1996). Elegido en 1996 como titular del primer equipo all star europeo 'Team Europe', por el entrenador principal Anthony Allen.
Amplió su experiencia como jugador en Estados Unidos, primero en el insitituto de Lecanto High School en 1995 y posteriormente en las pruebas de primavera de los UCF Golden Knights en 1998.
A su regreso a España jugó en Rivas Osos del 2007 al 2009, donde fue titular indiscutible tanto en ataque como en defensa y capitán de la defensa. En el verano de 2009 fue internacional con la selección absoluta como defensive tackle, titular y capitán de la defensa en el campeonato europeo de Wolfsberg (AUT). Después del europeo entró a formar parte del equipo de Las Rozas Black Demons, donde juega de middle linebacker (MLB), y ha logrado un subcampeonato de Copa de España 2009 y un campeonato de liga LNFA en 2012, en cuya final ante los Valencia Giants fue elegido MVP —jugador más valioso— del partido.
En junio de 2012 volvió a representar a España en el partido amistoso entre la selección nacional y la universidad americana de North Central College en Naperville, Illinois, Estados Unidos.
En 2013 fue internacional con el Team Spain en el Campeonato de Europa de Milán como defensive tackle.
Después de formar parte brevemente del proyecto semiprofesional fallido de Madrid Monarchs y pasar una temporada en Jabatos Tres Cantos regresa a Osos Rivas donde después de la pretemporada el club prescinde de él.
En 2016 decide volver a los LG OLED Las Rozas Black Demons donde se proclama de nuevo campeón de liga LNFA en 2017.